# Stilbiet
Het mineraal stilbiet is een veel voorkomende en sterk gehydrateerde zeoliet. Alle zeolieten zijn een tectosilicaat, dus stilbiet ook. Er is stilbiet in verbinding met natrium en calcium en van die twee alleen in verbinding met natrium, met dus twee verschillende molecuulformules
- NaCa4(Si27Al9)O72·28H2O en
- Na9(Si27Al9)O72·28H2O

De naam stilbiet komt van het Oudgriekse στίλβη, stilbē, dat glans betekent, vanwege de parel- tot glasglans van het mineraal. Het mineraal is wit, crèmewit, geel, rood of bruin, het heeft een parel- tot glasglans en een witte streepkleur. Het heeft een perfecte splijting in het vlak [010] een monoklien kristalstelsel. De massadichtheid is 2,15 kg/l, de hardheid is 3,5 tot 4 en het is niet radioactief. Stilbiet is een algemeen voorkomende zeoliet die in amygdaloidale spleten in basaltgesteente wordt gevormd, zoals in pegmatieten. Er is geen bepaalde typelocatie, maar het mineraal is op verschillende plaatsen bestudeerd, onder andere op IJsland en in dat gebied van de Atlantische Oceaan.